# Partida de Cunillars
Cunillars o, potser millor, Conillars, és una partida de l'Horta de Lleida i que pertany al terme municipal de Lleida.
Limita:
- Al nord amb el terme municipal de Torrefarrera
- A l'est amb la partida de Marimunt.
- Al sud amb la partida de Montcada.
- A l'oest amb la partida de Canet.